# Jesper Hall
Jesper Hall (ur. 15 stycznia 1971) – szwedzki szachista i trener szachowy (FIDE Senior Trainer od 2011), mistrz międzynarodowy od 1993 roku.

## Kariera szachowa
Na przełomie 1990 i 1991 wystąpił w rozegranych w Arnhem mistrzostwach Europy juniorów do 20 lat, dzieląc 8–12. miejsce (wspólnie z m.in. Loekiem van Welym i Nikoła Mitkowem). Kilkukrotnie startował w finałach indywidualnych mistrzostw Szwecji, największy sukces odnosząc w 1996 r. w Linköping, gdzie zdobył srebrny medal. W 1998 r. jedyny raz w karierze wystąpił w reprezentacji narodowej na szachowej olimpiadzie, rozegranej w Eliście. W tym samym roku podzielił IV m. (za Larrym Christiansenem, Nickiem de Firmianem i Curtem Hansenem, wspólnie z m.in. Ivanem Sokolovem oraz Stefanem Kindermannem) w otwartym turnieju Visa Grand Prix w Reykjaviku oraz wystąpił w turnieju strefowym (eliminacji mistrzostw świata), rozegranym systemem pucharowym w Munkebo (w I rundzie tego turnieju przegrał z Einarem Gauselem i  odpadł z dalszej rywalizacji). Od 2003 r. w turniejach klasyfikowanych przez Międzynarodową Federację Szachową startuje bardzo rzadko.
Najwyższy ranking w karierze osiągnął 1 lipca 2001 r., z wynikiem 2501 punktów zajmował wówczas 8. miejsce wśród szwedzkich szachistów.
Jest autorem kilku książek o tematyce szachowej, z których najbardziej znaną jest wydana w 2001 r. książka Chess Training for Budding Champions (Gambit Publications, ISBN 978-1901983470).